# Ida Gotkovsky
Ida Rose Esther Gotkovsky (Calais, 26 d'agost de 1933) és una compositora i pianista francesa. Actualment treballa com a professora de teoria musical en el Conservatori Nacional Superior de Música en França.